# El nacimiento de Juan el Bautista (Tintoretto, 1550)
El nacimiento de Juan el Bautista (también conocido como La natividad de la Virgen) es un cuadro del pintor Tintoretto, realizado en 1550, que se encuentra en el Museo del Hermitage de San Petersburgo, Rusia. Es una obra de juventud del artista, que iba ganando peso en Venecia como pintor.
En la Iglesia de San Zacarías de Venecia, el propio Tintoretto tiene una obra homónima.

## El tema
El autor representa la escena del nacimiento de Juan el Bautista, narrado en la Biblia por Lucas en su evangelio. Zacarías, padre de Juan y sacerdote, recibió con incredulidad el anuncio de su paternidad por el ángel, debido a la avanzada edad de ambos padres, por lo que permaneció mudo hasta el nacimiento del bautista.
Es un motivo representado por otros artistas como Artemisia Gentileschi en una obra homónima.

## Descripción de la obra
La obra describe el momento inmediato al parto de Isabel, tumbada en la cama, con el anciano Zacarías a su lado, mientras varios personajes femeninos atienden al recién nacido Juan, a quien alimenta una nodriza dándole de mamar. Los brillantes colores y los elementos propios de la sociedad veneciana, reflejados en los vestidos y artículos de lujo, son propios de la tradición veneciana, cuyo representante principal es Tintoretto.